# Эзе, Давид
Давид Эзе (фин. David Ezeh; родился 13 февраля 2006) — финский футболист, нападающий клуба ХИК.

## Клубная карьера
В январе 2022 года подписал свой первый профессиональный контракт с клубом ХИК. С 2022 года выступал за «Клуби 04» (резервную команду ХИК). 29 апреля 2023 года дебютировал в основном составе ХИК в матче Вейккауслиги против «Хаки», выйдя на замену Бояну Радуловичу.

## Карьера в сборной
Выступал за сборные Финляндии до 16, до 17, до 18 и до 19 лет.

## Личная жизнь
Родился в Финляндии в семье нигерийца и финки.